# Diego Ravelli
Diego Giovanni Ravelli (Lazzate, 1. studenog 1965.) talijanski je prelat Katoličke Crkve koji radi za papinsko kućanstvo od 1998., a od listopada 2021. obnaša dužnost ravnatelja papinskih liturgijskih slavlja i voditelja zbora Papinske Sikstinske kapele. Za naslovnog nadbiskupa imenovan je 2023. godine.

## Životopis
Diego Giovanni Ravelli rođen je 1. studenog 1965. u Lazzateu u Italiji. Zaređen je za svećenika u Javnom svećeničkom društvu Svećenici Isusa raspetog 1991. godine, a zatim je inkardiniran u biskupiji Velletri-Segni.
Godine 2000. stekao je diplomu iz pedagoške metodologije na Fakultetu odgojnih znanosti Papinskog salezijanskog sveučilišta u Rimu. Doktorirao je svetu liturgiju na Liturgijskom institutu Papinskog ateneja svetog Anselma 2010. godine.
Pridružio se Uredu papinskih dobrotvornih organizacija 1998. godine, a 12. listopada 2003. imenovan je voditeljem tog ureda te je na toj dužnosti bio do listopada 2021. godine. Vodio je novogodišnju lutriju koja je prikupljala sredstva za papinske dobrotvorne organizacije lutrijom darova koje je primio papa. Također je bio kapelan u duhovnom centru i pomagao je u lokalnoj župi u Rimu.
Istovremeno je radio za Ured za papinska liturgijska slavlja, gdje je bio pomoćni voditelj ceremonijala. Papa Benedikt XVI. imenovao ga je papinskim ceremonijarom 25. veljače 2006., a to imenovanje obnovio je 2011. godine. Papa Franjo ga je 11. listopada 2021. imenovao upraviteljem papinskih liturgijskih slavlja i voditeljem zbora Papinske Sikstinske kapele.
Godine 2012. objavio je svoje akademsko istraživanje, povijesnu studiju o proslavi blagdana Katedre svetog Petra u vatikanskoj bazilici. U prosincu 2017. njegov rodni grad Lazzate dodijelio mu je najveću čast, Pila d'Oro. 
Nakon sprovoda Benedikta XVI. 2023. godine, Franjo je zatražio od Ravellija da pojednostavi Ordo Exsequiarum Romani Pontificis, liturgijski obrednik za papinske sprovode. Ovo drugo izdanje teksta odobrio je Franjo u travnju 2024., a Ravelli je najavio njegovo objavljivanje u studenom iste godine. Nakon smrti pape Franje 21. travnja 2025., stupile su na snagu ove promjene koje je on nadzirao, poput toga da je Papino tijelo položeno u otvoreni lijes za javnost i da se obred utvrđivanja Papine smrti održao u kapeli Domus Sanctae Marthae 21. travnja 2025. godine.
Kao upravitelj papinskih liturgijskih slavlja, sudjelovao je u papinskoj konklavi 2025. godine na kojoj je izabran papa Lav XIV., dajući zapovijed Extra Omnes i zatvarajući vrata Sikstinske kapele.

## Nadbiskup
Papa Franjo ga je 21. travnja 2023. imenovao naslovnik biskupom Recanatija s osobnim naslovom nadbiskupa. Njegovo biskupsko posvećenje obavio je kardinal Pietro Parolin sa suposvetiteljima biskupom Guidom Marinijem i kardinalom Konradom Krajewskim 3. lipnja u bazilici svetog Petra.